# Lachnocaulon minus
Lachnocaulon minus är en gräsväxtart som först beskrevs av Alvin Wentworth Chapman, och fick sitt nu gällande namn av John Kunkel Small. Lachnocaulon minus ingår i släktet Lachnocaulon och familjen Eriocaulaceae. Inga underarter finns listade i Catalogue of Life.